# Charlie Brown Jr

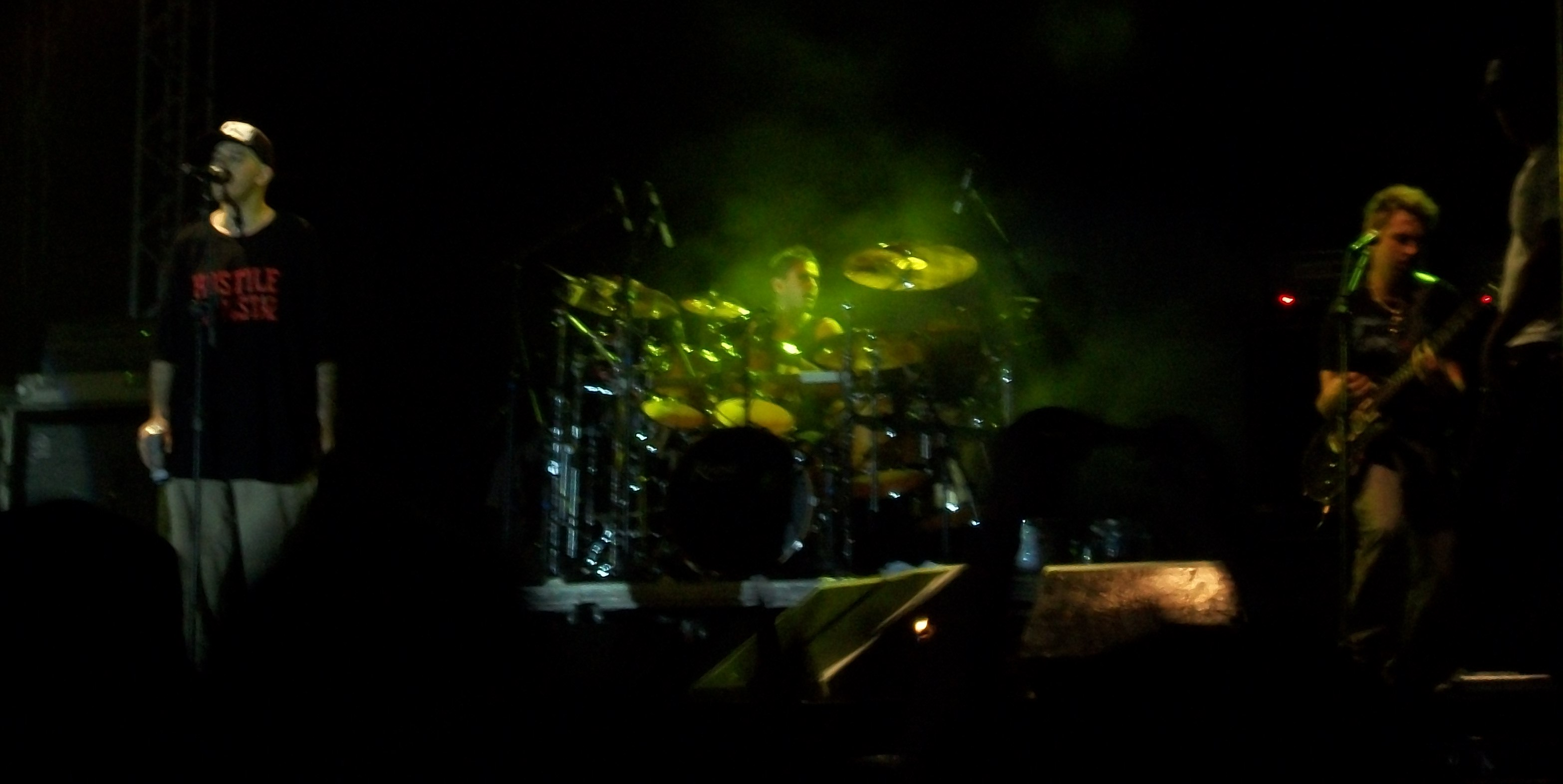
Charlie Brown Jr

Charlie Brown Jr war eine brasilianische Rockband, die zuletzt aus dem Sänger Chorão, den Gitarristen Thiago Castanho und Marcão, dem Bassisten Champignon und dem Schlagzeuger Bruno Graveto bestand. Ihre Texte sind meistens in ihrer Heimatsprache Portugiesisch verfasst. Neben Rock spürt man auch oft Reggae-, Ska- und Hip-Hop-Einflüsse bei ihren Liedern.

## Geschichte
Der Sänger Chorão hat neben der Musik noch ein anderes Hobby: Skateboarding. In den späten 1980er Jahren galt Chorão als einer der größten Talente auf dem Skateboard in Brasilien. Die Liebe zum Skateboard war auch auf deren Shows sichtbar, wo nicht selten im Publikumsbereich eine Halfpipe bereitgestellt und des Weiteren auch auf der Bühne geboarded wurde.
Im Jahr 2005 gab es einen Besetzungswechsel: die Mitglieder Marcão (Gitarre), Renato Pelado (Schlagzeug) und Champignon (Bass) schieden aus der Band aus, an ihre Stelle traten Thiago Castanho (Gitarre), Heitor Gomes (Bass) und Pinguim (Schlagzeug). Im Herbst 2007 erschien das neue Album „Ritmo, Ritual e Responsa“ beim Label EMI Brasil. Bereits 2008 folgte der nächste Besetzungswechsel: An Pinguims Stelle übernahm Bruno Graveto das Schlagzeug. 2011 kehrten Marcão als zweiter Gitarrist und Champignon wieder in die Band zurück.
Am 6. März 2013 starb Chorão in seinem Appartement in São Paulo an einer Überdosis Kokain. In der Folge verkündeten die verbleibenden Bandmitglieder in einem Interview am 11. April 2013 die Auflösung der Band.

## Diskografie

### Alben
- 1997: Transpiração Contínua Prolongada (BR: Platin)[1]
- 1999: Preço curto… Prazo longo (BR: Platin)
- 2000: Nadando com os Tubarões
- 2001: Abalando a sua Fábrica
- 2002: Bocas Ordinárias (BR: Gold)
- 2003: Acústico MTV: Charlie Brown Jr. (BR: Platin)
- 2004: Tamo aí na Atividade (BR: Platin)
- 2005: Imunidade Musical (BR: Gold)
- 2007: Ritmo, Ritual e Responsa (BR: Gold)
- 2009: Camisa 10 joga Bola até na Chuva (BR: Platin)
- 2012: Música Popular Caiçara
- 2013: La Familia 013
- 2021: Chegou quem faltava (BR: Gold)

### EPs
- 1999: Aquele Luxo!

### Lieder (mit Auszeichnungen)
- 1997: Zóio de Lula (BR: Gold)
- 1997: Proibida pra mim: Grazon (BR: Gold)
- 1997: Tudo que ela gosta de escutar (BR: Gold)
- 2004: Longe de você (BR: Gold)
- 2005: Dias de Luta, Dias de Glória (BR: Platin)
- 2005: Ela vai voltar (Todos os Defeitos de uma Mulher perfeita) (BR: Diamant)
- 2005: Lutar pelo que é meu (BR: Gold)
- 2009: Dona do meu Pensamento (BR: Platin)
- 2009: Me encontra (BR: Platin)
- 2009: Só os Loucos sabem (BR: Diamant)
- 2012: Céu azul (BR: Platin)
- 2013: Cheia de Vida (BR: Gold)
- 2021: Three Little Birds (BR: Gold)

### Videoalben
- 2002: Charlie Brown Jr. ao Vivo
- 2003: Acústico MTV: Charlie Brown Jr. (BR: Platin)
- 2004: Na Estrada 2003-2004 (BR: Gold)
- 2005: Skate Vibration (BR: Gold)
- 2007: Ritmo, Ritual e Responsa ao Vivo
- 2012: Música Popular Caiçara
- 2021: Chegou quem faltava